# Posto di Movimento Stroncone
Il P.M. Stroncone è un posto di movimento situato al chilometro 224+555 della ferrovia Terni-Sulmona, a sud di Terni.

## Storia
Il posto di movimento fu attivato nel 1996.

## Strutture e impianti
Il posto di movimento di Stroncone è l'unico punto di incrocio disponibile lungo la dura salita che conduce dalla conca ternana all'altopiano reatino (dove si raggiungono pendenze del 30 per mille). Si trova circa a metà strada dai punti di incrocio più vicini: dista 6,6 km da Terni (base della salita a 128 m s.l.m.) e 8,6 km da Marmore (374 m s.l.m.).
L'impianto dispone di un fabbricato di servizio.

## Movimento
Essendo un posto di movimento, l'impianto non è abilitato al traffico viaggiatori e si occupa solamente dello smistamento dei treni provenienti da Terni e da L'Aquila e Sulmona.